# Sascha Radetsky
Sascha Radetsky est un danseur classique et acteur américain né le 29 mars 1977.

## Biographie
Il entre à l'American Ballet Theater comme stagiaire en 1995, est titularisé ensuite dans le corps de ballet et est promu soliste en 2003.
En 2000, il joue un apprenti danseur dans le film Danse ta vie qui fut un gros succès. Il apparaît aussi dans le clip vidéo de Mandy Moore I Wanna Be with You tiré de la bande-originale du film.
En 2008, il quitte l'American Ballet Theater pour le Het Nationale Ballet basé à Amsterdam, où il est promu premier soliste.
En 2015 il participe à la série télévisée Flesh and Bone.
En 2016, il joue le rôle de Mark, ex-danseur étoile devenu directeur de la prestigieuse compagnie de danse du Philadelphia Ballet, dans le film La ballerine de Noël.
Il est marié depuis 2006 à Stella Abrera, soliste à l'ABT.